# Onitis inflaticollis
Onitis inflaticollis är en skalbaggsart som beskrevs av Felsche 1907. Onitis inflaticollis ingår i släktet Onitis och familjen bladhorningar. Inga underarter finns listade i Catalogue of Life.